# Charlotte Sprenger
Charlotte Sprenger (* 1990 in Hamburg) ist eine deutsche Theaterregisseurin.

## Leben
Charlotte Sprenger ist die Tochter der Schauspielerin Victoria Trauttmansdorff und des Schauspielers Wolf-Dietrich Sprenger. Nach ihrem Abitur in Hamburg studierte sie Angewandte Kulturwissenschaften an der Leuphana Universität Lüneburg. Zwischen 2013 und 2016 war sie feste Regieassistentin am Schauspiel Köln. Dort entstanden erste Regiearbeiten. Seitdem arbeitete sie am Schauspiel Köln, Theater der Keller, Landestheater Linz, Thalia Theater Hamburg, Deutschen Theater Berlin, Schauspiel Bonn, Staatstheater Karlsruhe, Theater Basel, und an den Münchner Kammerspielen.
Ihre Inszenierung Clockwork Orange nach Anthony Burgess am Theater der Keller gewann 2018 den Heidelberger Theaterpreis. Die Arbeit Fusseln von Wolfram Lotz, welche ebenso am Theater der Keller zu sehen war, wurde 2020 zu den Autorentheatertagen ans Deutsche Theater Berlin eingeladen.

## Inszenierungen (Auswahl)
- 2016: Das Tierreich von Nolte Decar, Theater der Keller[6]
- 2017: Alles, was ich nicht erinnere nach Johannes Hassen Khemiri, Schauspiel Köln[5]
- 2018: Clockwork Orange nach Anthony Burgess, Theater der Keller[15]
- 2018: Auerhaus nach Bov Bjerg, Landestheater Linz[16]
- 2018: Draußen vor der Tür von Wolfgang Borchert, Schauspiel Köln[17]
- 2019: Vor dem Fest von Saša Stanišić, Thalia Theater Hamburg[7]
- 2019: Zu der Zeit der Königinmutter von Fiston Mwanza Mujila, Deutsches Theater Berlin[8]
- 2019: Minna von Barnhelm von Gotthold Ephraim Lessing, Schauspiel Bonn[18][9]
- 2019: Bambi oder eine Suche nach Motiven von Felix Salten, Staatstheater Karlsruhe[10]
- 2019: Das Fest nach Thomas Vinterberg und Mogens Rukov, Theater der Keller[19]
- 2019: Fusseln von Wolfram Lotz, Theater der Keller[20]
- 2020: Was geschah, nachdem Nora ihren Mann verlassen hatte oder Stützen der Gesellschaften von Elfriede Jelinek, Landestheater Linz[21][22]
- 2020: Opening Night von John Cassavetes, Thalia Theater Hamburg[23]
- 2020: Hitchcock im Pyjama von Charlotte Sprenger und Ensemble, Theater Basel[11]
- 2021: Prinzessinnendramen I-III von Elfriede Jelinek, Theater Bonn[24]
- 2021: Mercedes von Thomas Brasch, Deutsches Theater Berlin[25]
- 2021: Die Politiker von Wolfram Lotz, Thalia Theater Hamburg[26][27]
- 2022: Die dritte Generation von Rainer Werner Fassbinder, Münchner Kammerspiele[12]